# Nuevo Tila
Nuevo Tila är en ort i Mexiko.   Den ligger i kommunen Francisco León och delstaten Chiapas, i den sydöstra delen av landet, 700 km öster om huvudstaden Mexico City. Nuevo Tila ligger 749 meter över havet och antalet invånare är 148.
Terrängen runt Nuevo Tila är huvudsakligen kuperad. Nuevo Tila ligger uppe på en höjd. Runt Nuevo Tila är det ganska tätbefolkat, med 80 invånare per kvadratkilometer. Närmaste större samhälle är Ocotepec, 18,9 km sydost om Nuevo Tila. I omgivningarna runt Nuevo Tila växer i huvudsak städsegrön lövskog.